# Gree Electric
Gree Electric Appliances Inc. ( GREE ) - найбільший виробник кондиціонерів у Китаї. Gree виробляє різні типи кондиціонерів: житлові та напівпромислові кондиціонери, багатозонні системи кондиціонування зі змінним потоком холодоагенту (VRF), чилери, фанкойли тощо. 
Штаб-квартира Gree Electric знаходиться в місті Чжухай, провінція Гуандун. Gree виробляє на дев'яти заводах: п'ять в Китаї (Чжухай, Чунцин, Хефей, Ухань, Чженчжоу) і чотири за кордоном (Бразилія, В'єтнам, Пакистан, США). Компанія має власний науковий центр, де розробляються нові моделі подібного обладнання з урахуванням усіх побажань і вимог споживачів  .
З 1995 року Gree Electric Appliances щорічно входить до списку 100 найкращих азійських експортерів. З 1996 року Gree Electric щорічно займає перше місце в Китаї, а з 2005 року стала світовим лідером у виробництві кондиціонерів; сьогодні кожен третій кондиціонер у світі виробляється на заводах компанії.
Посідає 260-е місце в списку Forbes Global 2000 найбільших зареєстрованих компаній світу за 2019 рік (355-те за виручкою, 174-е за чистим прибутком, 800-е за активами та 209-е за ринковою вартістю)  ; у цьому списку китайські компанії посідають 39-е місце.
Має лістинг акцій на Шеньчженьській біржі .

## Історія
Компанію було засновано в 1989 році як Zhuhai Haili Refrigeration Engineering Co., Ltd. спочатку для виробництва недорогих надійних віконних кондиціонерів для китайського ринку. Сучасну назву та логотип компанія отримала в 1991 році. Назва торгової марки Gree походить від китайського слова «Gree», що українською мовою перекладається як «потужний, могутній» або «харизматична особистість».
У лютому 2009 року Gree підписала «Глобальну стратегічну угоду про співпрацю» з компанією Daikin, іншим відомим виробником кондиціонерів, щодо спільної закупівлі сировини та компонентів для виробництва кондиціонерів. У 2010 році в Китаї було введено в дію два спільні підприємства з випуску компресорів, електронних компонентів та корпусних деталей. Крім того, на заводах Gree налагоджено випуск побутових інверторних кондиціонерів Daikin для японського ринку. Компанії ведуть спільну розробку нових моделей інверторних кондиціонерів з використанням енергозберігаючих технологій, що захищають довкілля.
У 2011 році загальна виробнича потужність підприємств компанії досягла 55 млн побутових кондиціонерів і 5,5 млн промислових кондиціонерів.

Оборот компанії в 2018 році склав приблизно 29,4 мільярда доларів США.. .

## Продукція
- побутові кондиціонери;
- напівпромислові кондиціонери;
- промислові фенкойли;
- промислові чилери;
- мультизональні системи GMV;
- теплові насоси (системи нагрівання води для гарячого водопостачання, опалення та кондиціювання)

## Нагороди
Продукція Gree отримала понад 50 національних і міжнародних нагород. 
В тому числі:
- «Бренд року» - International Quality Summit (Рим, 1999),
- "Золота зірка" - World Quality Commitment (Париж, 2002),
- «Платинова зірка» - Business Initiative Directions (Нью-Йорк, 2005),
- "Світовий бренд" - World Famous Brand (Гуанчжоу, 2006)
- Медаль за працю «1 травня» – нагорода Всекитайської федерації профспілок (Гуанчжоу, 2008)
- GREE – перша та єдина компанія-виробник кондиціонерів у Китаї, яка отримала сертифікат якості «Експорт без нагляду», що видається AQSIQ (Головна Адміністрація з Нагляду за Якістю, Інспекції та Накладення карантину Китайської Народної Республіки)

|                 | 2010  | 2011  | 2012  | 2013  | 2014  | 2015  | 2016  | 2017  | 2018  |
| --------------- | ----- | ----- | ----- | ----- | ----- | ----- | ----- | ----- | ----- |
| Оборот          | 60,43 | 83,16 | 99,32 | 118,6 | 140,0 | 100,6 | 110,1 | 150,0 | 200,0 |
| Чистий прибуток | 4,276 | 5,237 | 7,380 | 10,87 | 14,16 | 12,53 | 15,46 | 22,40 | 26,20 |
| Активи          | 65,60 | 85,21 | 107,6 | 133,7 | 156,2 | 161,7 | 182,4 | 215,0 | 251,2 |
| Власний капітал | 13,30 | 17,61 | 26,74 | 34,49 | 44,15 | 47,52 | 53,97 | 65,61 | 91,33 |